# Friday Harbor
Friday Harbor az Amerikai Egyesült Államok északnyugati részén, Washington állam San Juan megyéjében, a San Juan-szigeten elhelyezkedő város, a megye székhelye. A 2010. évi népszámlálási adatok alapján 2162 lakosa van.

## Története
A Hudson’s Bay Company 1850-től lazacpácoló üzemet, később pedig juhfarmot tartott fenn.
A település névadója Joseph Poalie Friday hawaii őslakos, aki 1841-től a Pugets Sound Agricultural Company munkatársa volt, később pedig juhtenyésztéssel foglalkozott.
1859-ben egy disznó lelövése miatt az USA és az Egyesült Királyság között fegyveres konfliktus kezdődött. 1873-ban a szigetcsoport önálló megyévé alakult. Friday Harbor 1909. február 10-én kapott városi rangot.
Simomura Oszamu, Roger Y. Tsien és Martin Chalfie a medúzákban megtalálható zölden fluoreszkáló fehérje felfedezéséért kémiai Nobel-díjat kapott.

## Éghajlat
A város éghajlata mediterrán (a Köppen-skála szerint Csb).
| Hónap                                   | Jan. | Feb. | Már. | Ápr. | Máj. | Jún. | Júl. | Aug. | Szep. | Okt. | Nov. | Dec. | Év   |
| --------------------------------------- | ---- | ---- | ---- | ---- | ---- | ---- | ---- | ---- | ----- | ---- | ---- | ---- | ---- |
| Átlagos max. hőmérséklet (°C)           | 7,9  | 8,7  | 10,9 | 13,6 | 16,7 | 19,4 | 21,4 | 22,1 | 19,2  | 14,1 | 9,9  | 7,1  | 14,3 |
| Átlaghőmérséklet (°C)                   | 5,1  | 5,3  | 6,8  | 8,7  | 11,3 | 13,7 | 15,5 | 15,6 | 13,4  | 9,8  | 6,8  | 4,4  | 9,7  |
| Átlagos min. hőmérséklet (°C)           | 2,2  | 1,9  | 2,6  | 3,8  | 5,9  | 8,1  | 9,5  | 9,1  | 7,8   | 5,6  | 3,6  | 1,8  | 5,2  |
| Átl. csapadékmennyiség (mm)             | 107  | 53   | 51   | 41   | 38   | 28   | 20   | 23   | 36    | 69   | 102  | 71   | 639  |
| Átl. páratartalom (%)                   | 80   | 79   | 78   | 77   | 79   | 80   | 80   | 81   | 82    | 83   | 79   | 77   | 80   |
| Forrás: Weatherbase és Climate-data.org |      |      |      |      |      |      |      |      |       |      |      |      |      |

## Népesség
A 2010-es népszámláláskor a városnak 2162 lakója, 1015 háztartása és 481 családja volt. A népsűrűség 382,7 fő/km2. A lakóegységek száma 1273, sűrűségük 225,3 db/km2. A lakosok 83,1%-a fehér, 0,3%-a afroamerikai, 0,5%-a indián, 2%-a ázsiai, 0,1%-a a Csendes-óceáni szigetekről származik, 10,9%-a egyéb, 3,1%-a pedig kettő vagy több etnikumú. A spanyol vagy latino származásúak aránya 15,9% (   )
A háztartások 27,3%-ában élt 18 évnél fiatalabb. 30,2% házas, 12% egyedülálló nő, 5,1% egyedülálló férfi, 52,6% pedig nem család. 46% egyedül élt; 17,7%-uk 65 éves vagy idősebb. Egy háztartásban átlagosan 2,05 személy élt; a családok átlagmérete 2,88 fő.
A medián életkor 41,3 év volt. A város lakóinak 22,6%-a 18 évesnél fiatalabb, 8,5% 18 és 24 év közötti, 23,2%-uk 25 és 44 év közötti, 28,7%-uk 45 és 64 év közötti, 17%-uk pedig 65 éves vagy idősebb. A lakosok 47,2%-a férfi, 52,8%-a pedig nő.

## Oktatás
A városban működik a Washingtoni Egyetem biológiai laboratóriuma. A San Juan-szigeti Tankerület által fenntartott közoktatási intézmények mellett három magániskola (Stillpoint School, Paideia Classical School és Spring Street International School), valamint a Skagit-völgyi Főiskola egy campusa is megtalálható a városban. A 2013-ban megszűnt Stuart Island Elementary School a „nehezen megközelíthető, de szükséges” intézmények közé tartozott.

## A tömegkultúrában
A város a Microsoft Flight Simulator X repülőszimulátor alapértelmezett kezdőpontja.
A településen forgatták az Átkozott boszorkák és a Namu, a gyilkos bálna című filmeket, továbbá szerepel a Paul Watson környezetvédelmi aktivistát bemutató Pirate for the Sea című alkotásban is. Lisa Kleypas Friday Harbor regénysorozata a városban játszódik.

## Nevezetes személy
- Paul Watson, környezetvédelmi aktivista, a Sea Shepherd Conservation Society alapítója[28]

## Testvérvárosok
Friday Harbor testvértelepülései:
- Terschelling, Hollandia
- Vela Luka, Horvátország

## Fordítás
- Ez a szócikk részben vagy egészben  a   Friday Harbor, Washington című angol Wikipédia-szócikk ezen változatának fordításán alapul.  Az eredeti cikk szerkesztőit annak laptörténete sorolja fel. Ez a jelzés csupán a megfogalmazás eredetét és a szerzői jogokat jelzi, nem szolgál a cikkben szereplő információk forrásmegjelöléseként.